# Dat ene woord - Feyenoord
Dat ene woord - Feyenoord is een Nederlandse documentaireserie van streamingdienst Disney+. Hierin wordt betaaldvoetbalclub Feyenoord gevolgd gedurende het seizoen 2020–2021.
Feyenoord onderzocht nieuwe manieren om de club in de markt te zetten en kwam in gesprek met The Walt Disney Company. In een seizoen waarin de supporters nauwelijks een wedstrijd mochten bijwonen vanwege de coronacrisis in Nederland besloten ze om een cameraploeg overal toegang te geven. De serie volgt Feyenoord gedurende de hoogte- en dieptepunten van het seizoen, bijvoorbeeld op het Trainingscomplex 1908 tijdens de trainingen en besprekingen van hoofdtrainer Dick Advocaat, en in de kleedkamer van De Kuip rondom de wedstrijden. Ook de ontwikkelingen op bestuurlijk niveau, de stadionplannen en rondom de nieuwe hoofdtrainer Arne Slot worden gevolgd.
De serie zou op 27 augustus 2021 in première gaan op Disney+ en wordt geproduceerd door Lusus Media en ESPN Nederland. Aanvankelijk zou de serie uit acht afleveringen bestaan, maar op 17 mei 2021 werd onthuld dat er een extra aflevering zou worden geproduceerd. Toen Disney+ op 19 juli 2021, de dag dat Feyenoord 113 jaar bestond, de trailer vrijgaf werd duidelijk dat de première pas op 1 september 2021 plaats zou vinden op de streamingdienst. De Rotterdamse rapper Winne fungeert als voice-over van de serie. Soort gelijke series in het buitenland bleken al een succes, zoals Netflix' Sunderland 'Til I Die over Sunderland AFC of de All or Nothing-series van Prime Video over bijvoorbeeld Manchester City en Tottenham Hotspur.
Op 28 oktober 2021 liet Lusus Media weten in gesprek te zijn met Feyenoord en Disney over een tweede seizoen van 'Dat Ene Woord - Feyenoord.

## Afleveringen
| Seizoen | Afl. | Titel         | Omschrijving | Release           |
| ------- | ---- | ------------- | --- | ----------------- |
| 1       | 1    | Hoop          | Nadat het Eredivisie-seizoen 2019-2020 is stopgezet vanwege de COVID-19-pandemie, die de geweldige vorm van Feyenoord onderbreekt, begint een nieuw seizoen met grote hoop onder spelers, staf en supporters op een geweldige aanstaande. Echter, na een gebrek aan nieuwe aanwinsten om de ploeg te versterken en een gelijkspel tegen FC Twente beginnen de spanningen binnen de ploeg op te lopen. | 1 september 2021  |
| 1       | 2    | Lockdown      | Nu de Eredivisie doorgaat met lege stadions en de start van de UEFA Europa League 2020/21 beginnen de zaken zowel op als buiten het veld slechter te worden. Meerdere spelers testen positief op COVID-19, waardoor zij en meerdere leden gedwongen worden de staf van het team in quarantaine te plaatsen. Robin van Persie voegt zich bij de ploeg om de aanvallers van het team te trainen terwijl de spelers in de kleedkamer gaan zitten om de loting voor de groepsfase van de Europa League te bekijken. Het bestuur van de club bespreekt de financiën van de club als gevolg van de COVID-19-pandemie, waarbij de club naar verwachting aan het einde van het seizoen niet langer de salarissen van hun werknemers zal kunnen betalen als de club zich niet kwalificeert voor Europees voetbal terwijl stadions blijven leeg. De ploeg speelt hun eerste wedstrijd in een leeg thuisstadion in de Rotterdamse derby tegen Sparta Rotterdam, resulterend in een 1-1 gelijkspel vier dagen voor aanvang van de Europa League. Met de start van de Europa League reist de ploeg naar Kroatië om tegen Dinamo Zagreb te spelen, resulterend in een teleurstellend 0-0 gelijkspel na een goede prestatie. Omdat het team worstelt met het feit dat meerdere spelers geblesseerd raken, probeert coach Dick Advocaat een nieuwe speelstijl met slechts twee aanvallers, maar het team lijdt thuis een 1-4 nederlaag tegen de Oostenrijkse club Wolfsberger AC. Dagen later wint het team de uitwedstrijd tegen FC Emmen met 2-3, maar de gewonnen wedstrijd is geen reden tot feest na een slechte prestatie en de blessure van aanvoerder Steven Berghuis. Het positieve van de wedstrijd is Naoufal Bannis, de 18-jarige spits die in de laatste seconden van de wedstrijd het winnende doelpunt maakt, gevolgd door hem kort nadat hij zijn contract bij de club heeft verlengd. | 8 september 2021  |
| 1       | 3    | Blessures     | De ploeg begint met de voorbereiding op de Europa League-thuiswedstrijd tegen CSKA Moskou, een cruciale wedstrijd nadat de club na de eerste twee wedstrijden nog maar 1 punt heeft. Nu Jørgensen geblesseerd uitvalt en Berghuis nog steeds aan de basis staat, ondanks dat hij al lang twijfelt over zijn opname in de wedstrijdselectie, speelt het team een goede wedstrijd, resulterend in een 3-1 overwinning. Doelman Justin Bijlow wordt opgeroepen voor het Nederlands elftal, maar vlak voor de wedstrijd tegen FC Groningen raakt hij geblesseerd, waardoor hij maandenlang niet kan spelen. Ondanks een 2-0 overwinning op FC Groningen wordt de sfeer in het team steeds slechter als gevolg van een toenemend aantal blessures binnen de ploeg, waarbij de supporters van de club hun waardering tonen voor de geblesseerde Jørgensen door 's nachts fakkels aan te steken bij zijn huis. Nu de kloof tussen Ajax en PSV steeds groter lijkt te worden, voelt de club, en vooral de jeugdopleiding, steeds meer druk. Nu de contracten van meerdere coaches in de jeugdopleiding aan het einde van het seizoen aflopen, worden er grote veranderingen verwacht, aangezien de club ernaar streeft de kloof tussen de Onder-18-, Onder-21-teams en de eerste ploeg te dichten, terwijl coach Dick Advocaat de teams van de club jeugdspelers niet klaar zijn om in het eerste elftal te spelen. Het team reist naar Sittard om tegen Fortuna Sittard te spelen, resulterend in een 1-3 overwinning ondanks een 1-0 achterstand vroeg in de wedstrijd, gevolgd door een rode kaart voor Orkun Kökçü. Na gelijkspel in de uitwedstrijd tegen CSKA Moskou en de thuiswedstrijd tegen FC Utrecht maakt trainer Dick Advocaat bekend dat hij na het seizoen stopt met het clubvoetbal. | 15 september 2021 |
| 1       | 4    | Herstel       | Nadat Dick Advocaat bekend heeft gemaakt dat hij na afloop van het seizoen stopt met het clubvoetbal, start Feyenoord de zoektocht naar een nieuwe hoofdtrainer. Omdat Tyrell Malacia op het punt staat de nieuwe startende linksback van de club te worden, lijdt hij aan een lichte blessure, waardoor het twijfelachtig is of hij zal kunnen spelen in de vijfde van de groepsfase van de Europa League, een wedstrijd die eindigt in een teleurstellende wedstrijd. 0–2 verlies. Om het lege stadion toch wat sfeer te geven, staan de club en de supporters toe dat andere supporters zitplaatsen in het stadion kopen, die vervolgens worden bedekt met een spandoek naar eigen ontwerp. Na het gerucht dat Arne Slot de nieuwe coach van de club wordt, heeft Dick Advocaat moeite met het beantwoorden van vragen over de toekomst van hem en Feyenoord. Terwijl de club in januari op zoek gaat naar een nieuwe aanvaller om het team te versterken vanwege een steeds groter wordende lijst van blessures en teleurstellende prestaties, begint de club de mogelijkheid te onderzoeken om de Argentijnse spits Lucas Pratto te contracteren, terwijl de club probeert het contract te verlengen. van verdediger Marcos Senesi. Het team reist naar Oostenrijk om de laatste wedstrijd van de Europa League-groepsfase te spelen tegen Wolfsberger, een wedstrijd waarin de club doorgaat naar de volgende ronde als de wedstrijd wordt gewonnen, maar de wedstrijd resulteert in een nederlaag. | 22 september 2021 |
| 1       | 5    | Uitgeschakeld | De ploeg heeft te maken met de uitschakeling uit de Europa League na de nederlaag tegen Wolfsberger, maar de focus moet direct verlegd worden naar de volgende drie Eredivisie-duels naarmate de onvrede over de speelstijl van de ploeg groeit. De laatste drie wedstrijden voor de winterstop resulteren in overwinningen tegen VVV-Venlo & SC Heerenveen en een nederlaag tegen Vitesse, waarbij aanvoerder Steven Berghuis de wedstrijd tegen Vitesse miste vanwege een liesblessure en Nicolai Jørgensen de wedstrijd tegen SC Heerenveen miste vanwege een andere wedstrijd. blessure. Bryan Linssen speelt als nieuwe spits van het team in de wedstrijd tegen SC Heerenveen, wat hem drie doelpunten oplevert, een hattrick. Nu de winterstop is aangebroken, wordt de nieuwe spits van het team, Lucas Pratto, gehuurd van de Argentijnse club River Plate. 2021 begint met overwinningen tegen Sparta Rotterdam en PEC Zwolle, maar Lucas Pratto komt niet tot scoren als De Klassieker tegen rivaal Ajax nadert. De ploeg speelt een goede eerste helft in de uitwedstrijd tegen Ajax, maar door het missen van meerdere grote kansen staat de ploeg bij rust met 1-0 achter. | 29 september 2021 |
| 1       | 6    | Rivaliteit    | Ondanks een goede tweede helft tegen Ajax komt de ploeg niet tot scoren, resulterend in een 1–0 nederlaag. Het team speelt vervolgens in de achtste finales van de KNVB Beker tegen Heracles Almelo, een wedstrijd die met 3-2 wordt gewonnen. Nu de jeugdspelers van de club nog steeds worden genegeerd door Advocaat, begint de club de mogelijkheid te onderzoeken om de spelers voor de tweede seizoenshelft aan andere clubs uit te lenen, terwijl de 18-jarige Aliou Baldé uit Senegal arriveert. De volgende is de thuiswedstrijd tegen AZ, een beladen wedstrijd waarin AZ de status van Feyenoord bij een top 3-team wil uitdagen, terwijl Feyenoord zojuist AZ-coach Arne Slot heeft gepocheerd om volgend seizoen de nieuwe coach van de club te worden, een wedstrijd die met 2-3 wordt verloren. . Na de wedstrijd botst Feyenoord-sportief directeur Frank Arnesen met bestuursleden van AZ. De volgende dag groeit de irritatie binnen het team nadat assistent-coach Cor Pot enkele denigrerende opmerkingen maakt over de ploeg en de aankomende nieuwe coach, waarbij wordt gesuggereerd dat hij niet zo goed zal kunnen presteren als bij AZ vanwege een gebrek aan kwaliteit binnen de ploeg. Feyenoord-selectie. Slechts enkele dagen geleden lijdt Feyenoord een verwoestende 3-0 nederlaag tegen SC Heerenveen, wat resulteert in een gesprek van een uur tussen Advocaat, Arnesen en Berghuis om te praten over de toekomst van het team, aangezien assistent-coach Željko Petrović plotseling de club verlaat om de nieuwe hoofdtrainer te worden bij Willem II. De week wordt afgesloten met een verrassende maar goede 3–1 overwinning tegen PSV, gevolgd door wederom een uitwedstrijd tegen SC Heerenveen, dit keer voor de kwartfinales van de KNVB Beker. | 6 oktober 2021    |
| 1       | 7    | Deceptie      | De bekerwedstrijd tegen Heerenveen ontaardt in een deceptie. Het team staat tijdens de rust met 1-0 achter, maar draait de wedstrijd om in de tweede helft en gaat met 1-3 omhoog, maar krijgt drie doelpunten tegen nadat aanvoerder Steven Berghuis van het veld wordt gestuurd, resulterend in een 4-3 nederlaag. Nu de club wordt uitgeschakeld voor de KNVB Beker begint kwalificatie voor Europees voetbal moeilijk te worden, en nu er nog steeds geen supporters worden toegelaten bij wedstrijden, ziet het worstcasescenario voor de club er steeds realistischer uit. De spelers van de club zullen een nieuwe salarisverlaging moeten accepteren, waarbij aan de seizoenskaarthouders van de club wordt gevraagd om de club het geld te laten houden dat zij voor hun seizoenskaart hebben betaald. De ploeg heeft het opnieuw moeilijk en gaat in de uitwedstrijd tegen FC Twente met 2-0 onderuit, maar scoort uiteindelijk twee keer voor een 2-2 gelijkspel, maar de media concentreren zich op de berichten dat de spelers gedwongen zijn een tweede loonsverlaging te accepteren, een wat de spelers hebben geweigerd. De nieuwe assistent-coach Koen Stam verzorgt de evaluatie voorafgaand aan de wedstrijd voor de uitwedstrijd tegen FC Groningen, een wedstrijd die eindigt in een 0-0 gelijkspel, ondanks dat Feyenoord voldoende kansen krijgt om te scoren. Met twee gelijke spelen op rij komt de wedstrijd tegen AZ dichterbij, een cruciale wedstrijd omdat kwalificatie voor Europees voetbal steeds moeilijker wordt, maar de wedstrijd wordt met 4-2 verloren. Nu de club de supporters blijft vragen om terugbetaling van hun seizoenskaarten te weigeren, blijkt er bij de supporters ongenoegen over plannen voor een nieuw stadion waarin de prijzen voor kaartjes aanzienlijk zullen stijgen. Terwijl de volgende thuiswedstrijd wordt gespeeld, behaalt de ploeg een broodnodige 6-0 overwinning tegen VVV-Venlo. Verdediger Geertruida wordt geïnterviewd nadat bekend is geworden dat hij nooit is geïnterviewd vanwege zijn stotteren. De volgende uitwedstrijd tegen PSV eindigt in een 1–1 gelijkspel, een goed resultaat maar waardoor het voor de club des te moeilijker wordt om de broodnodige 4e plaats in de competitie te behalen. | 13 oktober 2021   |
| 1       | 8    | Wanhoop       | Met nog acht wedstrijden uit het reguliere Eredivisie-seizoen te gaan strijdt Feyenoord nog steeds om een top 4-positie. De jacht op de top 4-plek begint met een thuiswedstrijd tegen FC Emmen die resulteert in een 1–1 gelijkspel, gevolgd door een 2–0 thuiszege tegen Fortuna Sittard en een zeer belangrijke 1–2 uitoverwinning tegen FC Utrecht. Met nog 5 wedstrijden te gaan staat Feyenoord slechts 2 punten achter op het als vierde geplaatste team Vitesse, dat tevens de volgende tegenstander is. Als extraatje besluit de Nederlandse regering te experimenteren met een beperkt aantal supporters die tijdens het weekend alle wedstrijden mogen bijwonen, wat resulteert in 6.000 supporters die de wedstrijd bijwonen. Ondanks het belang van de wedstrijd en de terugkeer van een beperkt aantal supporters eindigt de wedstrijd in een 0-0 gelijkspel, waarbij aanvoerder Berghuis met een regelrechte rode kaart van het veld wordt gestuurd. Met nog 4 wedstrijden te gaan gaat de ploeg naar Den Haag om de uitwedstrijd te spelen tegen het inmiddels al bijna degraderende ADO Den Haag. Ondanks een 0-1 voorsprong in het begin van de wedstrijd en de slechte recente vorm van ADO Den Haag, wordt de wedstrijd met 3-2 verloren, waardoor een plaats in de top 4 bijna onmogelijk wordt. | 20 oktober 2021   |
| 1       | 9    | Finale        | Na de teleurstellende nederlaag tegen ADO Den Haag begint de ploeg met de voorbereidingen voor de komende wedstrijd tegen rivaal Ajax, een wedstrijd waaraan Berghuis en Toornstra niet kunnen deelnemen vanwege een schorsing van beiden. In de dagen voor de wedstrijd krijgt het team wat vertrouwen nadat Vitesse, hun belangrijkste concurrent voor de nummer 4-plek, verliest. Ajax komt met 0-1 voor na een ongelukkig eigen doelpunt van Senesi, maar vlak voor rust krijgt Feyenoord een strafschop en wordt Ajax-verdediger Álvarez van het veld gestuurd. De strafschop wordt echter gemist door Fer. Nu Malacia al vroeg in de tweede helft van het veld wordt gestuurd, wordt de wedstrijd afgewerkt met 10 spelers aan beide kanten, waardoor Ajax nog eens 2 doelpunten kan maken voor een 0-3 nederlaag. Nu Pratto tijdens de wedstrijd zijn enkel breekt, komt zijn seizoen voortijdig ten einde. Nu de club er financieel slecht aan toe is en de resultaten op het veld goed zijn, toont de hoofdsponsor van de club zijn loyaliteit aan de club, wat voor een broodnodige positieve impuls zorgt. Na een 1-1 gelijkspel tegen Heracles Almelo kan de club niet meer in de top 4 eindigen, waardoor de ploeg de play-offs zal moeten spelen om zich te plaatsen voor de Europa Conference League van volgend seizoen. Met het thuisvoordeel en de terugkeer van een beperkt aantal supporters tijdens de play-offs bestaat er goede hoop dat de ploeg beide wedstrijden zal kunnen winnen. Met een goede prestatie in de halve finale tegen Sparta Rotterdam weet de ploeg een 2–0 overwinning te behalen, resulterend in plaatsing voor de finale tegen FC Utrecht. Met opnieuw een 2-0 overwinning in de finale slaagt het team erin een teleurstellend seizoen op een positieve manier af te sluiten, wat resulteert in veel emotie bij coach Advocaat nu hij stopt met het coachen van het clubvoetbal. | 27 oktober 2021   |